# Liste des édifices labellisés « Patrimoine du XXe siècle » du Rhône
La liste des édifices labellisés « Patrimoine du xxe siècle » du Rhône recense les édifices ayant reçu le label « Patrimoine du xxe siècle » dans le Rhône et la métropole de Lyon en France. Au 27 mai 2013, ils sont au nombre de soixante-neuf dans le département dont quarante-trois à Lyon.
- Pour les édifices labellisés « Patrimoine du XXe siècle » de la commune de Lyon, voir la Liste des édifices labellisés « Patrimoine du XXe siècle » de Lyon.

## Liste
| Monument                                       | Commune                    | Adresse                 | Coordonnées                      | Notice         | Protection                           | Date           | Illustration                          |
| ---------------------------------------------- | -------------------------- | ----------------------- | -------------------------------- | -------------- | ------------------------------------ | -------------- | ------------------------------------- |
| Campus de Bron de l'université Lumière Lyon-II | Bron                       |                         | 45° 43′ 21″ nord, 4° 54′ 59″ est |                |                                      | 10 mars 2003   | Image manquante Téléverser            |
| Chapelle Notre-Dame-de-l'Assomption            | Brussieu                   |                         | 45° 45′ 08″ nord, 4° 32′ 45″ est |                |                                      | 14 mai 2012    | Chapelle Notre-Dame-de-l'Assomption   |
| Poste                                          | Caluire-et-Cuire           | 28 Rue Jean-Moulin      | 45° 47′ 52″ nord, 4° 50′ 41″ est |                |                                      | 10 mars 2003   | Image manquante Téléverser            |
| Émetteur radio                                 | Dardilly                   | Chemin de Traîne-Cul    | 45° 48′ 35″ nord, 4° 44′ 03″ est |                | Inscrit MH (1990)                    | 10 mars 2003   | Émetteur radio                        |
| Immeuble de la société Algoé                   | Écully                     | 9bis route de Champagne | 45° 47′ 04″ nord, 4° 46′ 48″ est |                |                                      | 10 mars 2003   | Image manquante Téléverser            |
| Couvent Sainte-Marie de La Tourette            | Éveux                      | L'Arbresle              | 45° 49′ 09″ nord, 4° 37′ 20″ est |                | Classé MH (2011)                     | 10 mars 2003   | Couvent Sainte-Marie de La Tourette   |
| Immeuble Total                                 | Feyzin                     |                         | 45° 40′ 22″ nord, 4° 50′ 47″ est |                |                                      | 10 mars 2003   | Image manquante Téléverser            |
| Villa Roux                                     | Fontaines-sur-Saône        | Chemin Vetter           | 45° 49′ 04″ nord, 4° 51′ 43″ est | « PA69000056 » | Inscrit                              | 2017           | Image manquante Téléverser            |
| Cité des étoiles                               | Givors                     |                         | 45° 34′ 53″ nord, 4° 46′ 24″ est | « EA69141242 » |                                      | 10 mars 2003   | Image manquante Téléverser            |
| Séminaire Saint-Irénée                         | Sainte-Foy-lès-Lyon        | 6 allée Jean-Paul-II    | 45° 44′ 31″ nord, 4° 46′ 55″ est |                | Inscrit MH (2007)                    | 10 mars 2003   | Séminaire Saint-Irénée                |
| Villa Vignon/Bissuel                           | Saint-Germain-au-Mont-d'Or |                         | 45° 52′ 53″ nord, 4° 48′ 53″ est |                | Inscrit MH (2005)                    | 10 mars 2003   | Image manquante Téléverser            |
| Le Méruzin (maison)                            | Saint-Didier-au-Mont-d'Or  |                         | à géolocaliser                   |                |                                      | 10 mars 2003   | Image manquante Téléverser            |
| Bâtiment de l'IFP                              | Solaize                    |                         | 45° 39′ 02″ nord, 4° 49′ 59″ est |                |                                      | 10 mars 2003   | Image manquante Téléverser            |
| Horloge monumentale                            | Tassin-la-Demi-Lune        | Place Vauboin           | 45° 45′ 50″ nord, 4° 46′ 53″ est |                | Inscrit MH (2007)                    | 10 mars 2003   | Horloge monumentale                   |
| Tribune de l'ancien hippodrome                 | La Tour-de-Salvagny        |                         | 45° 48′ 14″ nord, 4° 43′ 14″ est |                |                                      | 10 mars 2003   | Image manquante Téléverser            |
| Usine Tase                                     | Vaulx-en-Velin             |                         | 45° 45′ 33″ nord, 4° 55′ 29″ est |                | Inscrit MH (2011)                    | 10 mars 2003   | Usine Tase                            |
| Groupe scolaire Louis-Pasteur                  | Vénissieux                 |                         | 45° 41′ 38″ nord, 4° 53′ 22″ est |                | Inscrit MH (2003)                    | 10 mars 2003   | Groupe scolaire Louis-Pasteur         |
| Piscine                                        | Vénissieux                 |                         | à géolocaliser                   |                |                                      | 10 mars 2003   | Image manquante Téléverser            |
| Chapelle de semaine de l'église de l'Épiphanie | Vénissieux                 |                         | 45° 41′ 40″ nord, 4° 52′ 30″ est |                |                                      | 3 octobre 2007 | Image manquante Téléverser            |
| Église Sainte-Jeanne-d'Arc de Parilly          | Vénissieux                 |                         | 45° 43′ 01″ nord, 4° 53′ 09″ est |                | Inscrit MH (2006)                    | 14 mai 2012    | Église Sainte-Jeanne-d'Arc de Parilly |
| Chambre de commerce                            | Villefranche-sur-Saône     |                         | 45° 59′ 33″ nord, 4° 42′ 53″ est |                |                                      | 10 mars 2003   | Chambre de commerce                   |
| Église Notre-Dame-de-Béligny                   | Villefranche-sur-Saône     |                         | 45° 59′ 33″ nord, 4° 42′ 53″ est |                |                                      | 10 mars 2003   | Image manquante Téléverser            |
| Marché couvert                                 | Villefranche-sur-Saône     |                         | 45° 59′ 21″ nord, 4° 42′ 52″ est |                |                                      | 10 mars 2003   | Marché couvert                        |
| Villa Vermorel et son parc                     | Villefranche-sur-Saône     |                         | 45° 58′ 56″ nord, 4° 42′ 40″ est | « PA69000055 » | Inscrit                              | 2016           | Image manquante Téléverser            |
| Gratte-ciel                                    | Villeurbanne               |                         | 45° 46′ 04″ nord, 4° 52′ 46″ est |                | Inscrit MH (1991) · (hôtel de ville) | 10 mars 2003   | Gratte-ciel                           |
| Immeuble Lods                                  | Villeurbanne               |                         | 45° 45′ 49″ nord, 4° 53′ 25″ est |                |                                      | 10 mars 2006   | Image manquante Téléverser            |
| Résidence La Perralière - Jean Dubuisson       | Villeurbanne               |                         | 45° 45′ 49″ nord, 4° 53′ 25″ est |                |                                      | 10 mars 2003   | Image manquante Téléverser            |
| Villa Lafont                                   | Villeurbanne               |                         | 45° 45′ 59″ nord, 4° 52′ 46″ est |                | Inscrit MH (1991)                    | 10 mars 2003   | Villa Lafont                          |

## Source
- [PDF] « Label patrimoine du XXe siècle Région Rhône-Alpes », sur culturecommunication.gouv.fr, 27 mai 2013